# Patara mambilae
Patara mambilae är en insektsart som beskrevs av Van Stalle 1984. Patara mambilae ingår i släktet Patara och familjen Derbidae. Inga underarter finns listade i Catalogue of Life.